# Bulgaria en los Juegos Paralímpicos de Pekín 2008
Bulgaria estuvo representada en los Juegos Paralímpicos de Pekín 2008 por ocho deportistas, cuatro hombres y cuatro mujeres.

## Medallistas
El equipo paralímpico búlgaro obtuvo las siguientes medallas:
| Nombre           | Deporte   | Evento                   |
| ---------------- | --------- | ------------------------ |
| Oro              |           |                          |
| —                |           |                          |
| Plata            |           |                          |
| Stela Eneva      | Atletismo | Disco F57/58 femenino    |
| Bronce           |           |                          |
| Daniela Todorova | Atletismo | Jabalina F54-56 femenino |